# John J. Hickey

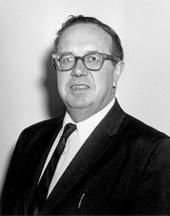
John J. Hickey

John Joseph Hickey, född 22 augusti 1911 i Rawlins, Wyoming, död 22 september 1970 i Cheyenne, Wyoming, var en amerikansk demokratisk politiker och jurist. Han var guvernör i delstaten Wyoming 1959-1961. Han representerade sedan Wyoming i USA:s senat 1961-1962.
Hickey avlade 1934 juristexamen vid University of Wyoming. Han var åklagare för Carbon County, Wyoming 1939-1942 och 1946-1949. Han deltog i andra världskriget i USA:s armé och befordrades till kapten.
USA:s president Harry S. Truman utnämnde Hickey 1949 till distriktsåklagare för Wyoming. I 1958 års guvernörsval i Wyoming besegrade Hickey ämbetsinnehavaren Milward L. Simpson.
Senator Joseph C. O'Mahoney bestämde sig för att inte kandidera till omval i 1960 års senatsval. Kongressledamoten Edwin Keith Thomson vann valet i november 1960 och det var meningen att han skulle efterträda O'Mahoney i januari 1961. Republikanen Thomson dog 9 december 1960 i Cody. Det blev således guvernörens uppgift att utse en efterträdare. Demokraterna innehade guvernörsämbetet trots att republikanerna hade vunnit senatsvalet. Hickey lyckades dessutom själv bli senator genom att avgå som guvernör 2 januari 1961. Då efterträddes han av en annan demokrat, Jack R. Gage, som utnämnde honom till senaten från och med 3 januari 1961 fram till fyllnadsvalet följande år. Hickey förlorade fyllnadsvalet mot Milward L. Simpson samtidigt som Gage förlorade 1962 års guvernörsval mot Clifford Hansen. Hickey blev 1966 utnämnd till domare i en federal domstol.
Hickey var katolik. Hans grav finns på Rawlins Cemetery i Rawlins, Wyoming.